# 2. ŽNL Splitsko-dalmatinska 2002./03.
2. ŽNL Splitsko-dalmatinska je svoje peto izdanje imala u sezoni 2002./03. Predstavljala je drugi stupanj županijske lige u Splitsko-dalmatinskoj županiji, te ligu petog ranga hrvatskog nogometnog prvenstva. Sudjelovalo je šest klubova, a prvak je bio Jadran iz Tučepa.

## Sustav natjecanja
Šest klubova je igralo četverokružnim liga-sustavom (20 kola).

## Momčadi
- Hvar – Hvar
- Jadran – Tučepi
- Kamen – Ivanbegovina,  Podbablje
- Krilnik – Split
- Mladost – Donji Proložac
- Tekstilac – Sinj

## Ljestvica
| Poz. | Momčad                 | U  | P  | N | I  | G+ | G– | G+/– | Bod. | Nastavak natjecanja ili ispadanje |
| ---- | ---------------------- | -- | -- | - | -- | -- | -- | ---- | ---- | --------------------------------- |
| 1.   | Jadran Tučepi (P)      | 20 | 13 | 3 | 4  | 44 | 18 | +26  | 42   | 1. ŽNL                            |
| 2.   | Hvar (R)               | 20 | 12 | 4 | 4  | 41 | 16 | +25  | 40   | Hvarska NL                        |
| 3.   | Krilnik                | 20 | 8  | 3 | 9  | 20 | 31 | −11  | 27   |                                   |
| 4.   | Mladost Donji Proložac | 20 | 8  | 1 | 11 | 28 | 37 | −9   | 25   |                                   |
| 5.   | Kamen Ivanbegovina     | 20 | 7  | 3 | 10 | 28 | 34 | −6   | 24   |                                   |
| 6.   | Tekstilac Sinj         | 20 | 4  | 2 | 14 | 17 | 50 | −33  | 14   |                                   |

## Rezultatska križaljka
| kratica | klub                   | HVA      | JAD           | KAM      | KRI      | MLA      | TEK      |
| --- | ---------------------- | -------- | ------------- | -------- | -------- | -------- | -------- |
| HVAR | Hvar                   |          | 2:1, 0:2      |          |          | _:_, 5:0 |          |
| JAD | Jadran Tučepi          | 1:0, 3:1 |               | 0:1, 6:2 | 2:1, 0:2 | 2:3, 4:2 | 4:0, 4:0 |
| KAM | Kamen Ivanbegovina     |          | 1:1, 2:3      |          |          | 1:0, 1:3 |          |
| KRI | Krilnik Split          |          | 0:0, 0:3 p.f. |          |          | 2:0, _:_ |          |
| MLA | Mladost Donji Proložac | 1:2, 1:0 | 0:3, 0:1      | 0:2, 3:2 | 1:2, _:_ |          | 2:1, 1:3 |
| TEK | Tekstilac Sinj         |          | 1:1, 0:3      |          |          | 3:1, 0:3 |          |
| |                        |          |               |          |          |          |          |
| podebljan rezltat - utakmice od 1. do 5., te od 11. do 15. kola (1. i 3. utakmica između klubova) rezultat normalne debljine - utakmice od 6. do 10., te od 16. do 20. kola (2. i 4. utakmica između klubova) rezultat nakošen - nije vidljiv redoslijed odigravanja međusobnih utakmica iz dostupnih izvora rezultat nakošen i smanjen * - iz dostupnih izvora nije uočljiv domaćin susreta prekrižen rezultat - poništena ili brisana utakmica p - utakmica prekinuta 3:0 p.f. / 0:3 p.f. - rezultat 3:0 bez borbe |                        |          |               |          |          |          |          |

Izvori: 

## Vanjske poveznice
- Nogometni savez Županije Splitsko-dalmatinske